# Gustav Skram
Johan Christian Gustav Skram (ved dåben: Schram) (13. juli 1802 i København – 7. april 1865 sammesteds) var den første direktør for Det Sjællandske Jernbaneselskab. Han var far til Erik og Henriette Skram.
Schram, der var søn af konferensråd, direktør for Den almindelige Enkekasse Gerhard Christopher Schram og Anne Johanne Christiane f. Jørgensen, blev født i København. Han gik 18 år gammel ud af Metropolitanskolen uden at blive student for at kunne overtage en stilling som kopist i enkekassens bogholderkontor. Han blev i 1826 fuldmægtig og underbogholder i 1835. I 1842 reduceredes enkekassen og Schram afgik med pension. Han var privatlærer i fransk og fra 1830 også ved Søkadetakademiet og havde i 1828, 1833 og 1837 studeret fransk i Paris. I 1839 udgav han en dansk grammatik på fransk (2. udgave 1866).
Han diskuterede i Fædrelandet om anlæg af elektriske telegrafledninger og skrev i 1853 en brochure om Gammelholms bebyggelse. Han havde på sine rejser besøgt Frankrig, England, Holland og Tyskland og havde der fået interesse for jernbaner, hvorfor han utrætteligt arbejdede for indførelse af jernbanen i Danmark.
Uden at være medlem af Industriforeningen indsendte han et forslag om dannelse af et aktieselskab, der skulle anlægge en jernbane fra København til Roskilde. Forslaget blev godt modtaget og Schramm blev medlem af et udvalg, dersom skulle se nærmere på sagen. Han foretog for egen regning men på vegne af Industriforeningen flere rejser til england ogg senere også til Tyskland, Frankrig og Schweiz for at studere jernbanevæsen. Hans kendskab til jernbanevæsen gav ham basis for at være en af initiativtagerne til de første jernbaneanlæg i Danmark og han var da også aktivt med til at tage de nødvendige skridt til oprettelse af en jernbane.
Efter næsten tre års forhandlinger fik Industriforeningen den 25. maj 1844 koncession på anlæg af en jernbane fra København til Roskilde med senere forlængelse til Korsør og eventuelle sidebaner til Nordvest- og Sydsjælland og med ret til at overdrage koncessionen til et aktieselskab, som stiftedes under navn af Det Sjællandske Jernbaneselskab ved en konstituerende generalforsamling 2. juli 1844. Schramm blev administrerende direktør og udgjorde sammen med en kassedirektør (Gerhard Grothusen) og en teknisk direktør (Søren Hjorth), selskabets direktion. Det følgende år påbegyndtes bygningen af banen København-Roskilde, der 27. juni 1847 kunne åbnes for drift. Da anlægsarbejderne var sat i gang rejste Schramm til Tyskland for at studere lokomotivtyper og jernbanedrift. Han besøgte bl.a. lokomotivfabrikken Borsig og jernbanen Dresden-Leipzig, hvor en onkel til den senere maskinchef Otto Busse var direktør.
Som jernbanedirektør kunne Schram svinge mellem stiveste bureaukrati og kammeratlighed, men blev ganske agtet på grund af sin redelighed og patriotisme, som blandt andet fik ham til at ændre stavemåden af sit navn under Treårskrigen. Hans personlighed var dog mere egnet til at overvinde vanskeligheder og sætte SJS i gang end til senere at administrere banen i dens første driftsår og da han også forsømte sine private økonomiske forhold, blev han forbigået ved valget af administrerende direktør efter Korsørbanens åbning og måtte fratræde sin stilling i 1856 til fordel for Viggo Rothe. Han tilbragte sine sidste år i København, bitter og med stadige økonomiske vanskeligheder, der endda for en tid tvang ham til at opløse sit hjem. Han døde i 1865 på Kommunehospitalet og er begravet på Garnisons Kirkegård.
Han blev i 1826 gift med Johanne Margaretha Klein, der var datter af silkehandler Wilhelm Klein og Mette Maria (f. Høyer); hun døde 1835, og 2 år senere blev han gift med Ida Johanne Hoë (født 1814 død 1886), datter af justitsråd, kasserer ved den almindelige Enkekasse Emanuel Hoë og Johanne Frideriche født From. 
Skram er afbildet på et gruppebillede malet af Wilhelm Bendz 1829.